# جائزة سويسرا الكبرى 1950
جائزة سويسرا الكبرى 1950 هو سباق فورمولا 1 أقيم بتاريخ 4 يونيو 1950 في برن، سويسرا. كان الرابع من أصل 7 في بطولة العالم لسباقات الفورمولا واحد موسم 1950. حلّ الإيطالي جوزيبي فارينا أولا بينما جاء الإيطالي لويجي فاجيولي في المركز الثاني وحصل على المركز الثالث الفرنسي لويس روزيه.